# 現存不列顛及愛爾蘭侯爵列表
此列表包含了由英格蘭王國、蘇格蘭王國、大不列顛王國、愛爾蘭王國、大不列顛和愛爾蘭聯合王國和大不列顛和北愛爾蘭聯合王國冊封的34個現存侯爵爵位。需注意此列表並不包含現由公爵持有的侯爵爵位。有關更完整的列表，包括這些被作爲次等爵位的侯爵爵位，又或是其他已絕嗣、歸屬待定、被停止或被剝奪的侯爵爵位，請參閱不列顛及愛爾蘭侯爵爵位列表。
相比其他等級的爵位，侯爵被引入英國的時間更晚，因此人數與公爵人數相約。1838年維多利亞女皇登基前一晚，首相墨爾本勳爵曾向她解釋原因，她在日記中寫道：
| | I spoke to Ld M. about the numbers of Peers present at the Coronation, & he said it was quite unprecedented. I observed that there were very few Viscounts, to which he replied "There are very few Viscounts," that they were an odd sort of title & not really English; that they came from Vice-Comites; that Dukes & Barons were the only real English titles; — that Marquises were likewise not English, & that people were mere made Marquises, when it was not wished that they should be made Dukes. |
| ——我與墨爾本勳爵討論出席登基大典的貴族，他說出席人數之多是前所未見。我注意到出席的子爵非常少，爲此他說「子爵人數本來就不多」。他指子爵並不是英國人的，而是從Vice-Comites演變而來的，真正屬於英國人的爵位只有公爵和男爵。侯爵也是，而且我們只在當他們不能獲得公爵爵位的時候才會給予侯爵爵位。 | |

（页面存档备份，存于）

## 禮儀順序
侯爵之間的禮儀順序為：
1. 英格蘭貴族中的侯爵，按冊封日期排序
2. 蘇格蘭貴族中的侯爵，按冊封日期排序
3. 大不列顛貴族中的侯爵，按冊封日期排序

英國侯爵的冠冕在紋章中的表示。

4. 愛爾蘭貴族中在1801年前獲封的侯爵，按冊封日期排序
5. 聯合王國貴族中的侯爵和愛爾蘭貴族中在1801年後獲封的侯爵，按冊封日期排序

## 不列顛及愛爾蘭侯爵
| #   | 爵位               | 冊封日期 | 紋章                     | 現任持有人                                               | 隸屬貴族 | 備注                                                                                       |
| --- | ------------------ | -------- | ------------------------ | -------------------------------------------------------- | -------- | ------------------------------------------------------------------------------------------ |
| 1.  | 溫徹斯特侯爵       | 1551年   |                          | 第十八代溫徹斯特侯爵奈傑爾·泡利                          | 英格蘭   |                                                                                            |
| 2.  | 亨特利侯爵         | 1599年   |                          | 第十三代亨特利侯爵格蘭維爾·戈登                          | 蘇格蘭   |                                                                                            |
| 3.  | 昆斯伯里侯爵       | 1682年   |                          | 第十二代昆斯伯里侯爵大衛·道格拉斯                        | 蘇格蘭   |                                                                                            |
| 4.  | 特威代爾侯爵       | 1694年   |                          | 第十四代特威代爾侯爵大衛·海伊                            | 蘇格蘭   |                                                                                            |
| 5.  | 洛錫安侯爵         | 1701年   |                          | 第十三代洛錫安侯爵米高·克爾（又名米高·安克拉姆）         | 蘇格蘭   | 現任侯爵同時為羅克斯堡郡蒙特厄特的蒙特厄特的克爾男爵（屬於聯合王國終身貴族，2010年獲封）。 |
| 6.  | 蘭斯當侯爵         | 1784年   |                          | 第九代蘭斯當侯爵查理斯·佩蒂-菲茨莫里斯                   | 大不列顛 |                                                                                            |
| 7.  | 湯森侯爵           | 1787年   |                          | 第八代湯森侯爵查理斯·湯森                                | 大不列顛 |                                                                                            |
| 8.  | 梳士巴利侯爵       | 1789年   |                          | 第七代梳士巴利侯爵羅伯特·蓋斯科因-塞西爾                 | 大不列顛 | 現任侯爵同時為拉特蘭郡埃森登的蓋斯科因-塞西爾男爵（屬於聯合王國終身貴族，1999年獲封）。    |
| 9.  | 巴斯侯爵           | 1789年   |                          | 第八代巴斯侯爵斯歐林·錫恩                                | 大不列顛 |                                                                                            |
| 10. | 赫福侯爵           | 1793年   |                          | 第九代赫福侯爵亨利·西摩                                  | 大不列顛 |                                                                                            |
| 11. | 比特侯爵           | 1796年   |                          | 第七代比特侯爵約翰·克里奇頓-斯圖爾特                     | 大不列顛 |                                                                                            |
| 12. | 沃特福德侯爵       | 1789年   |                          | 第九代沃特福德侯爵亨利·貝雷斯福德                        | 愛爾蘭   |                                                                                            |
| 13. | 當夏爾侯爵         | 1789年   |                          | 第九代當夏爾侯爵尼古拉斯·希爾                            | 愛爾蘭   |                                                                                            |
| 14. | 登戈爾侯爵         | 1791年   |                          | 第八代登戈爾侯爵帕特里克·奇切斯特                        | 愛爾蘭   |                                                                                            |
| 15. | 黑德福特侯爵       | 1800年   |                          | 第七代黑德福特侯爵克里斯托弗·泰勒                        | 愛爾蘭   |                                                                                            |
| 16. | 斯萊戈侯爵         | 1800年   |                          | 第十二代斯萊戈侯爵塞巴斯蒂安·布朗                        | 愛爾蘭   |                                                                                            |
| 17. | 伊利侯爵           | 1800年   |                          | 第九代伊利侯爵約翰·托定咸                                | 愛爾蘭   |                                                                                            |
| 18. | 埃克塞特侯爵       | 1801年   |                          | 第八代埃克塞特侯爵米高·塞西爾                            | 聯合王國 |                                                                                            |
| 19. | 北安普頓侯爵       | 1812年   |                          | 第七代北安普頓侯爵斯賓塞·康普頓                          | 聯合王國 |                                                                                            |
| 20. | 卡姆登侯爵         | 1812年   |                          | 第六代卡姆登侯爵大衛·普拉特                              | 聯合王國 |                                                                                            |
| 21. | 安格爾西侯爵       | 1815年   |                          | 第八代安格爾西侯爵查理斯·佩吉特                          | 聯合王國 |                                                                                            |
| 22. | 喬姆利侯爵         | 1815年   |                          | 第七代喬姆利侯爵大衛·喬蒙德利                            | 聯合王國 | 現任侯爵同時為掌禮大臣。                                                                   |
| 23. | 倫敦德里侯爵       | 1816年   |                          | 第十代倫敦德里侯爵弗雷德里克·奧布雷·文-坦皮斯特-斯圖爾特 | 愛爾蘭   |                                                                                            |
| 24. | 康寧漢侯爵         | 1816年   |                          | 第八代康寧漢侯爵亨利·康寧漢                              | 愛爾蘭   |                                                                                            |
| 25. | 艾爾斯伯里侯爵     | 1821年   |                          | 第八代艾爾斯伯里侯爵米高·布魯德内爾-布鲁斯               | 聯合王國 |                                                                                            |
| 26. | 布里斯托侯爵       | 1826年   |                          | 第八代布里斯托侯爵弗雷德里克·赫維                        | 聯合王國 |                                                                                            |
| 27. | 艾里沙侯爵         | 1831年   |                          | 第九代艾里沙侯爵大衛·甘迺迪                              | 聯合王國 |                                                                                            |
| 28. | 諾曼比侯爵         | 1838年   | Marquess of Normanby COA | 第五代諾曼比侯爵居士坦丁·菲普斯                          | 聯合王國 |                                                                                            |
| 29. | 阿伯加文尼侯爵     | 1876年   |                          | 第六代阿伯加文尼侯爵克里斯托弗·內維爾                    | 聯合王國 |                                                                                            |
| 30. | 澤特蘭侯爵         | 1892年   |                          | 第四代澤特蘭侯爵馬克·登打士                              | 聯合王國 |                                                                                            |
| 31. | 林利斯哥侯爵       | 1902年   |                          | 第四代林利斯哥侯爵阿德里安·霍普                          | 聯合王國 |                                                                                            |
| 32. | 阿伯丁和特麥爾侯爵 | 1916年   |                          | 第八代阿伯丁和特麥爾侯爵喬治·戈登                        | 聯合王國 |                                                                                            |
| 33. | 米爾福德黑文侯爵   | 1917年   |                          | 第四代米爾福德黑文侯爵佐治·蒙巴頓                        | 聯合王國 |                                                                                            |
| 34. | 雷丁侯爵           | 1926年   |                          | 第四代雷丁侯爵西蒙·艾塞克                                | 聯合王國 |                                                                                            |

## 侯爵繼承人列表

### 法定繼承人
1. 威爾特郡伯爵克里斯托弗·泡利（英语：Christopher Paulet, Earl of Wiltshire），溫徹斯特侯爵之長子
2. 阿博因伯爵阿拉斯泰爾·戈登（英语：Alastair Gordon, Earl of Aboyne），亨特利侯爵（英语：Marquess of Huntly）之獨子
3. 德拉姆蘭里格子爵肖爾托·道格拉斯，昆斯伯里侯爵（英语：Marquess of Queensberry）之最年長合法兒子
4. 凱里伯爵西蒙·佩蒂-菲茨莫里斯，蘭斯當侯爵（英语：Marquess of Lansdowne）之長子
5. 雷納姆子爵托馬斯·湯森，湯森侯爵（英语：Marquess Townshend）之獨子
6. 克蘭伯恩子爵羅伯特·愛德華·威廉·蓋斯科因-塞西爾，梳士巴利侯爵之長子
7. 韋茅斯子爵約翰·錫恩，巴斯侯爵（英语：Marquess of Bath）之長子
8. 亞茅斯伯爵威廉·西摩，赫福侯爵（英语：Marquess of Hertford）之長子
9. 鄧弗里斯伯爵約翰·克里奇頓-斯圖爾特，比特侯爵之獨子
10. 蒂龍伯爵理查德·德·拉·波爾·貝雷斯福德，沃特福德侯爵（英语：Marquess of Waterford）之長子
11. 希爾斯伯勒伯爵埃德蒙·希爾，當夏爾侯爵（英语：Marquess of Downshire）之獨子
12. 貝爾法斯特伯爵詹姆斯·奇切斯特（英语：James Chichester, Earl of Belfast），登戈爾侯爵（英语：Marquess of Donegall）之獨子
13. 貝克蒂夫伯爵托馬斯·泰勒，黑德福特侯爵（英语：Marquess of Headfort）之長子
14. 阿爾塔蒙特伯爵克里斯托弗·布朗，斯萊戈侯爵（英语：Marquess of Sligo）之獨子
15. 伯利勳爵安東尼·塞西爾，埃克塞特侯爵（英语：Marquess of Exeter）之獨子
16. 康普頓伯爵丹尼爾·康普頓，北安普頓侯爵（英语：Marquess of Northampton）之獨子
17. 布雷克諾克伯爵詹姆斯·普拉特，卡姆登侯爵（英语：Marquess Camden）之長子
18. 阿克斯布里奇伯爵班奈狄克·佩吉特，安格爾西侯爵（英语：Marquess of Anglesey）之獨子
19. 羅克薩維奇伯爵亞歷山大·喬姆利，喬姆利侯爵（英语：Marquess of Cholmondeley）之長子
20. 查理斯山伯爵亞歷山大·康寧漢，康寧漢侯爵（英语：Marquess Conyngham）之長子
21. 卡迪根伯爵大衛·布魯德内爾-布鲁斯（英语：David Brudenell-Bruce, Earl of Cardigan），艾爾斯伯里侯爵（英语：Marquess of Ailesbury）之獨子
22. 卡西利斯伯爵阿奇博爾德·甘迺迪，艾里沙侯爵（英语：Marquess of Ailsa）之獨子
23. 馬爾格雷夫伯爵約翰·菲普斯，諾曼比侯爵（英语：Marquess of Normanby）之長子
24. 羅納謝伯爵羅賓·登打士（英语：Robin Dundas, Earl of Ronaldshay），澤特蘭侯爵（英语：Marquess of Zetland）之長子
25. 霍普敦伯爵安德魯·霍普，林利斯哥侯爵之長子
26. 哈多伯爵艾弗·戈登，阿伯丁和特麥爾侯爵（英语：Marquess of Aberdeen and Temair）之長子
27. 梅迪納伯爵亨利·蒙巴頓（英语：Henry Mountbatten, Earl of Medina），米爾福德黑文侯爵之獨子
28. 厄利子爵朱利安·艾塞克，雷丁侯爵（英语：Marquess of Reading）之獨子

### 推定繼承人
1. 安東尼·海伊勳爵為特威代爾侯爵（英语：Marquess of Tweeddale）之弟，並為爵位之推定繼承人
2. 拉爾夫·克爾勳爵為洛錫安侯爵（英语：Marquess of Lothian）之弟，並為爵位之推定繼承人
3. 蒂莫西·托定咸勳爵為伊利侯爵（英语：Marquess of Ely）之弟，並為爵位之推定繼承人
4. 雷金納德·文-坦皮斯特-史都華勳爵為倫敦德里侯爵之弟，並為爵位之推定繼承人
5. 蒂莫西·赫維為布里斯托侯爵（英语：Marquess of Bristol）之族弟，並為爵位之推定繼承人[4]

### 無繼承人
1. 阿伯加文尼侯爵（英语：Christopher Nevill, 6th Marquess of Abergavenny）現無繼承人